# Цапелька
Цапе́лька — деревня в южной части Струго-Красненского района Псковской области. Входит в состав Новосельской волости.

## Расположение
- Деревня расположена в 46 км к северо-востоку от города Псков на автодороге Санкт-Петербург — Псков — Киев М20.
- Удалённость от административного центра района — посёлка городского типа Струги Красные составляет 31 км.
- Ближайшая железнодорожная станция — деревня Новоселье (близ одноимённого села) — находится в 9 км от Цапельки.

## Население
Численность населения деревни по оценке на начало 2001 года составляла 323 жителя, на 2011 год — 290 жителей.
| 2001 | 2002 | 2010 | 2011 |
| ---- | ---- | ---- | ---- |
| 323  | ↘311 | ↘243 | ↗290 |

## История
С 1927 до 1995 года деревня являлась центром Цапельского сельсовета. С 1927 до 1932 и с 1935 до 1958 года она входила в состав Новосельского района, с 1932 до 1935 и с 1958 года — входит в состав Стругокрасненского района. С января 1995 до апреля 2015 года деревня являлась административным центром Цапельской волости.
С апреля 2015 года с упразднением Цапельской волости деревня входит в состав Новосельской волости.

## Этимология названия
До сих пор не существует однозначной версии происхождения названия деревни. По одной из них, это могло быть связано с качеством тракта, проходившем тут в XVIII веке, и имевшем неровную, ухабистую поверхность. Проезжающие здесь в то время на конной тяге сани и телеги, переваливаясь с одного ухаба на следующий, как бы цапа́лись своей задней частью за очередной ухаб. («цапа́ть» в псковском говоре — хватать, цеплять, задевать).